# Sheffield United F.C.
Sheffield United Football Club – angielski klub piłkarski z siedzibą w Sheffield, założony w 1889, mistrz Anglii z 1898 roku, czterokrotny zdobywca Pucharu Anglii, w sezonie 2005/2006 zajął 2. miejsce w rozgrywkach Football League Championship i wywalczył bezpośredni awans do Premier League, w której występował w sezonie 2006/2007. Na początku sierpnia 2008 klub podpisał umowę współpracy z Liderem Włocławek.
Przez większą część historii klub grał w czerwono-białych koszulkach w paski z czarnymi spodenkami. Ich największym rywalem jest Sheffield Wednesday, a mecze pomiędzy tymi drużynami nazywane są Steel City Derby.

## Sukcesy
- Mistrz Anglii: 1898
- Wicemistrz Anglii: 1897, 1900
- Puchar Anglii: 1899, 1902, 1915, 1925
- finalista Pucharu Anglii: 1901, 1936

## Obecny skład

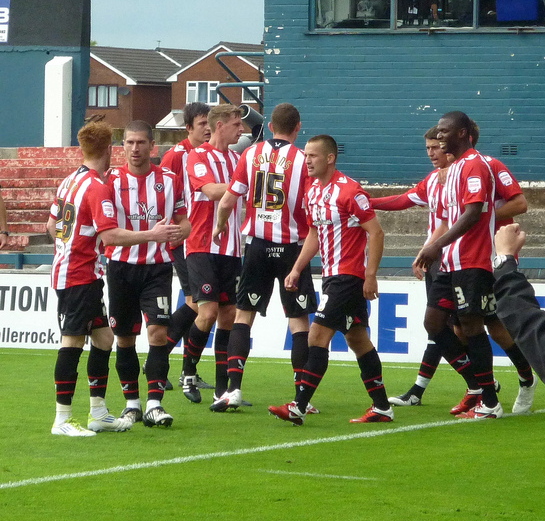
Zawodnicy świętują w 2013 roku

Stan na 9 stycznia 2021.
| Nr | Poz. | Piłkarz               |
| -- | ---- | --------------------- |
| 1  | BR   | Aaron Ramsdale        |
| 2  | OB   | George Baldock        |
| 3  | OB   | Enda Stevens          |
| 4  | PO   | John Fleck            |
| 5  | OB   | Jack O'Connell        |
| 6  | OB   | Chris Basham          |
| 7  | PO   | John Lundstram        |
| 8  | PO   | Sander Berge          |
| 9  | NA   | Oliver McBurnie       |
| 10 | NA   | Billy Sharp (kapitan) |
| 11 | NA   | Lys Mousset           |
| 12 | OB   | John Egan             |
| 13 | OB   | Max Lowe              |
| 14 | NA   | Oliver Burke          |

| Nr | Poz. | Piłkarz                                   |
| -- | ---- | ----------------------------------------- |
| 15 | OB   | Phil Jagielka                             |
| 16 | PO   | Oliver Norwood (wicekapitan)              |
| 17 | NA   | David McGoldrick                          |
| 18 | BR   | Wes Foderingham                           |
| 19 | OB   | Jack Robinson                             |
| 20 | OB   | Jayden Bogle                              |
| 21 | BR   | Michael Verrips                           |
| 22 | OB   | Ethan Ampadu (wypożyczony z Chelsea F.C.) |
| 23 | PO   | Ben Osborn                                |
| 24 | NA   | Rhian Brewster                            |
| 25 | BR   | Simon Moore                               |
| 26 | PO   | Jack Rodwell                              |
| 29 | OB   | Kean Bryan                                |

### Piłkarze na wypożyczeniu
| Nr | Poz. | Piłkarz                                                            |
| -- | ---- | ------------------------------------------------------------------ |
|    | BR   | Jake Eastwood (w Kilmarnock F.C. do końca sezonu 2020/21)          |
|    | BR   | Marcus Dewhurst (w Carlisle United F.C. do końca sezonu 2020/21)   |
|    | OB   | Rhys Norrington-Davies (w Luton Town F.C. do końca sezonu 2020/21) |
|    | PO   | Ismaila Coulibaly (w K Beerschot VA do końca sezonu 2020/21)       |
|    | PO   | Regan Slater (w Hull City A.F.C. do końca sezonu 2020/21)          |

| Nr | Poz. | Piłkarz                                                            |
| -- | ---- | ------------------------------------------------------------------ |
|    | PO   | Luke Freeman (w Nottingham Forest F.C. do końca sezonu 2020/21)    |
|    | PO   | Stephen Mallon (w Derry City F.C. do końca sezonu 2020/21)         |
|    | NA   | David Parkhouse (w Hartlepool United F.C. do końca sezonu 2020/21) |
|    | NA   | Tyler Smith (w Swindon Town F.C. do końca sezonu 2020/21)          |